# François Van Herck
François Joseph Van Herck (Perwijs, 7 oktober 1877 - 18 december 1945) was een Belgisch senator en burgemeester.

## Levensloop
Van Herck was zaakvoerder van een socialistische coöperatieve vennootschap.
In 1921 werd hij verkozen tot gemeenteraadslid van Perwijs en van 1922 tot 1933 was hij er burgemeester. Van 1923 tot 1932 was hij ook provincieraadslid.
In 1932 werd hij verkozen tot socialistisch senator voor het arrondissement Nijvel en vervulde dit mandaat tot in 1936.